# 西班牙電視
西班牙於1956年10月開始播出電視節目，西班牙的第一家電視台是國營電視台西班牙電視台（Televisión Española，TVE）。長期以來西班牙的電視事業被國營媒體壟斷。1989年，西班牙通過法律開放民間經營電視台。1990年，西班牙有了第一家商業電視台。現在西班牙除了公共電視的西班牙電視台之外，還有天線3、第五電視台 (西班牙)等私營電視台。在經過了兩年的測試之後，西班牙自1974年開始播出彩色電視節目。1977年，西班牙所有電視節目實現彩色播出。1978年，西班牙開始播出彩色電視廣告。現在電視是西班牙主要媒體之一。2008年，有99.7%的西班牙家庭擁有電視。

## 外部連結
- List of TV channels available in Spain per platform